# Paolo Genovese
Pour les articles homonymes, voir Genovese.
Paolo Genovese (né le 20 août 1966 à Rome) est un réalisateur et scénariste italien.

## Biographie
Paolo Genovese est connu notamment pour ses films Una famiglia perfetta (2012), C'est la faute de Freud (Tutta colpa di Freud) (2014) et Perfetti sconosciuti (2016), qui a remporté le David di Donatello du meilleur film lors de la 61e cérémonie des David di Donatello en 2016.
En juin 2019, lors du 22e Festival international du film de Shanghai, il fait partie du jury du réalisateur turc Nuri Bilge Ceylan.

## Filmographie

### Comme réalisateur
- 1998 : Incantesimo napoletano (court métrage, co-réalisé avec Luca Miniero)
- 1998 : La scoperta di Walter (court métrage, co-réalisé avec Luca Miniero)
- 1999 : Piccole cose di valore non quantificabile (it) (court métrage, co-réalisé avec Luca Miniero)
- 2002 : Coppia (it) (court métrage, co-réalisé avec Luca Miniero)
- 2002 : Incantesimo napoletano (co-réalisé avec Luca Miniero)
- 2005 : Nessun messaggio in segreteria (it) (co-réalisé avec Luca Miniero)
- 2008 : Questa notte è ancora nostra (it) (co-réalisé avec Luca Miniero)
- 2010 : La banda dei Babbi Natale (it)
- 2011 : Immaturi
- 2012 : Immaturi - Il viaggio (it)
- 2012 : Una famiglia perfetta
- 2014 : C'est la faute de Freud (Tutta colpa di Freud)
- 2015 : Rendez-vous sur la lune (Sei mai stata sulla Luna?)
- 2016 : Perfetti sconosciuti
- 2017 : The Place
- 2021 : Amants super-héroïques (Supereroi)
- 2023 : Il primo giorno della mia vita
- 2025 : Follemente

### Comme scénariste
- 2002 : Incantesimo napoletano (co-réalisé avec Luca Miniero)
- 2005 : Nessun messaggio in segreteria (it) (co-réalisé avec Luca Miniero)
- 2008 : Questa notte è ancora nostra (it) (co-réalisé avec Luca Miniero)
- 2011 : Immaturi
- 2012 : Una famiglia perfetta
- 2012 : Immaturi - Il viaggio (it)
- 2013 : Un fantastico via vai (it) de Leonardo Pieraccioni
- 2014 : C'est la faute de Freud (Tutta colpa di Freud)
- 2015 : Rendez-vous sur la lune (Sei mai stata sulla Luna?)
- 2016 : Perfetti sconosciuti
- 2016 : Se mi lasci non vale (it) de Vincenzo Salemme (it)
- 2016 : Assolo de Laura Morante